# Scott Klace
Scott Klace, pseudonimo di Scott M. Kloes (Westerville, 9 gennaio 1961), è un attore statunitense.

## Biografia
Si è diplomato alla Westerville North High School nel 1979. Durante i suoi primi anni di recitazione dietro i personaggi principali, è stato spesso accreditato come Scott M. Kloes. La sua carriera professionale è iniziata nel film televisivo The 10 Million Dollar Getaway del 1991 nel ruolo di John Murray. Negli anni successivi, è apparso in molte altre serie televisive, come Beverly Hills 90210, Seinfeld e Una famiglia del terzo tipo, oltre ad alcuni film, tra cui Milionario per caso, Heavy Gear e Un adorabile testardo. La sua apparizione più notevole è avvenuta nell'episodio finale di Seinfeld, dove ha interpretato il carceriere dei personaggi principali.

## Filmografia parziale
- Milionario per caso (Money for Nothing), regia di Rámon Menéndez (1993)
- Impatto imminente (Striking Distance), regia di Rowdy Herrington (1993)
- Un adorabile testardo (Roommates), regia di Peter Yates (1995)
- Wishmaster 2 - Il male non muore mai (Wishmaster 2: Evil Never Dies), regia di Jack Sholder (1999)
- Mimic 2, regia di Jean de Segonzac (2001)
- Déjà vu - Corsa contro il tempo (Déjà vu), regia di Tony Scott (2006)
- La ricerca della felicità (The Pursuit of Happyness), regia di Gabriele Muccino (2006)

### Televisione
- Profiler - Intuizioni mortali (Profiler) – serie TV, 2 episodi (1997-1998)
- Seinfeld – serie TV, episodio 9x22 (1998)
- NYPD - New York Police Department (NYPD Blue) – serie TV, 2 episodi (1998-2004)
- Star Trek: Voyager – serie TV, episodio 5x20 (1999)
- Ally McBeal – serie TV, episodio 4x20 (2001)
- The District – serie TV, 5 episodi (2001-2002)
- Star Trek: Enterprise – serie TV, episodio 2x11 (2002)
- Boston Public – serie TV, episodio 3x18 (2003)
- Streghe – serie TV, episodio 6x03 (2003)
- 24 – serie TV, 2 episodio (2004)
- CSI - Scena del crimine (CSI: Crime Scene Investigation) – serie TV, episodio 5x01 (2004)
- Invasion – serie TV, 3 episodi (2005-2006)
- NCIS - Unità anticrimine (NCIS) – serie TV, episodio 4x16 (2006)
- The Closer – serie TV, episodio 3x11 (2007)
- Weeds – serie TV, 2 episodi (2007)
- Nip/Tuck – serie TV, episodio 5x11 (2008)
- Criminal Minds – serie TV, episodio 4x15 (2009)
- CSI: Miami – serie TV, 2 episodi (2009)
- The Mentalist – serie TV, episodio 1x17 (2009)
- Lie to Me – serie TV, episodio 1x11 (2009)
- La vita segreta di una teenager americana (The Secret Life of the American Teenager) – serie TV, 8 episodi (2010-2012)
- Grey's Anatomy – serie TV, episodio 8x09 (2011)
- Castle – serie TV, episodio 7x02 (2014)
- NCIS: New Orleans – serie TV, episodio 2x18 (2016)
- Bosch – serie TV, 49 episodi (2016-2021)
- Bosch: l'eredità (Bosch: Legacy) – serie TV, 9 episodi (2022-2023)

## Doppiatori italiani
Nelle versioni in italiano delle opere in cui ha recitato, Scott Klace è stato doppiato da:
- Luciano Roffi in Bosch, Bosh: l'eredità
- Pasquale Anselmo in Profiler - Intuizioni mortali (ep. 3x08)
- Bruno Slaviero in Ally McBeal
- Michele D'Anca in CSI - Scena del crimine
- Enrico Di Troia in NCIS - Unità anticrimine
- Oliviero Dinelli in The Closer
- Gaetano Varcasia in Weeds
- Michele Di Mauro in Nip/Tuck
- Ambrogio Colombo in Criminal Minds
- Giorgio Lopez in CSI: Miami
- Davide Marzi in The Mentalist
- Renato Cortesi in Lie To Me
- Francesco Caruso Cardelli in Grey's Anatomy
- Luca Ghignone in Annie Parker
- Gerolamo Alchieri in Castle
- Giulio Pierotti in NCIS: New Orleans